# Ольєші
Ольєші (рос. Ольеши) — присілок Бокситогорського району Ленінградської області Росії. Входить до складу Забор'євського сільського поселення.
Населення — 135 осіб (2012 рік). 